# The Avengers: Earth's Mightiest Heroes
The Avengers: Earth's Mightiest Heroes is een Amerikaanse animatieserie gebaseerd op de Marvel Comics-stripserie The Avengers. Het is de tweede animatieserie gebaseerd op deze stripreeks. De serie werd van september 2010 t/m mei 2013 in de Verenigde Staten uitgezonden op Disney XD. De serie telt 52 afleveringen, verdeeld over 2 seizoenen. De serie wordt in Nederland uitgezonden door Disney XD en in Vlaanderen kwam het van 29 augustus 2011 tot en met 29 augustus 2014 op 2BE.
De serie is geproduceerd door Marvel Animation en Film Roman.

## Plot
Bij aanvang van de serie ontsnappen enkele van de grootste superschurken uit de speciale gevangenissen en dimensies waarin ze werden vastgehouden. Als reactie hierop komen zes superhelden bijeen om samen deze bedreiging het hoofd te bieden. De groep bestaat uit Hank Pym (die zowel zijn Ant-Man als Giant-Man alter-ego's gebruikt), Captain America, Hulk, Iron Man, Thor, en de Wasp. Naarmate de serie vordert krijgen ze hulp van steeds meer superhelden en S.H.I.E.L.D., maar krijgen ze ook te maken met nieuwe vijanden als de Masters of Evil en HYDRA.

## Productie
Marvel kondigde de serie in oktober 2008 aan. 52 afleveringen zullen worden geproduceerd. De uitvoerend producenten zijn Simon Philips en Eric S. Rollman. Christopher Yost is een van de schrijvers.
De titelsong, "Fight As One", is ingezongen door Bad City. De overige muziek is gecomponeerd door Guy Erez en Ari Leon.

## Rolverdeling

### Engelse stemacteurs
- Brian Bloom: Captain America
- Chris Cox: Hawkeye
- Jennifer Hale: Ms. Marvel
- Peter Jessop: Vision
- Phil LaMarr: J.A.R.V.I.S.
- Eric Loomis: Iron Man
- James C. Mathis III: Black Panther
- Colleen O'Shaughnessey: Wasp
- Fred Tatasciore: Hulk
- Rick D. Wasserman: Thor
- Wally Wingert: Ant-Man/Giant-Man/Yellowjacket

### Nederlandse stemacteurs
- Casper Gimbrère: General Ross
- Daan van Rijssel: Hulk, J.A.R.V.I.S., Supreme Intelligence, Agent McCarthy, Talbot, Clay Quartermain
- Daphne Groot: Wasp, Sif, Quake, Vrouwelijke Kang
- Eva Hetharia: Pepper, Abigail Brand (Seizoen 1)
- Frans Limburg: Mr. Fantastic, Elder Kang
- Fred Meijer: Bruce Banner (Seizoen 1)
- Frits Jansma: Jonah Jameson
- Hans Hoekman: Wolverine, Samson, Skrulltimate Captain, Super-Skrull, Terrax, Wrecker, Constrictor
- Hans Walther: Lyle Getz (als Skrull), Baron Strucker
- Hymke de Vries: Enchantress, Black Widow, Anaconda
- Jan Nonhof: Grim Reaper
- Leo Richardson: Graviton
- Job Redelaar: Hank Pym
- Just Meijer: Black Panther, Loki, Surtur, Rhodey
- Levi van Kempen: Spider-Man, Jonge Kang
- Marcel Jonker: Thor
- Marloes van den Heuvel: Madame Viper, Queen Veranke
- Mike Kuyt: Getz (als mens), Malcolm Colcord, Whirlwind
- Nathalie Haneveld: Maria Hill, Abigail Brand (Seizoen 2), Quasar
- Niels Croiset: Ultron, Docter Doom, Human Torch, Wonder Man, Peter Corbeau
- Niki Romijn: Ms. Marvel
- Oscar Siegelaar: Iron Man
- Peggy Vrijens: Jane Foster, Invisible Woman, Mockingbird, Queen Vernake
- Reinder van der Naalt: Vision
- Rinie van den Elzen: Bruce Banner (Seizoen 2), Odin, Red Hulk, Balder, Eitri, Rocket Raccoon, Luke Cage
- Ruben Lürsen: Captain America
- Rutger le Poole: Baron Zemo, Robertson, Rattler, Michael Korvac
- Sander de Heer: Winter Soldier, The Thing, Rhodey, Beta Ray Bill, Abomination, Blizzard, Heimdall, Henry Gyrich, Star-Lord
- Thijs van Aken: Leader, Purple Man, Falcon (Marvel), King Cobra, Bulldozer
- Timo Bakker: Nick Fury, Red Skull
- Tony Neef: Mar-Vell, Skuttlebutt, Sydren, Iron Fist, Groot
- Wiebe Pier Cnossen: Hawkeye, Yon-Rogg

## Andere media

### Microserie
Ter promotie van de serie zond Disney XD vanaf 22 september 2010 eerst een 20 afleveringen tellende microserie uit. Deze bestaat uit filmpjes van 5 minuten, waarin de achtergronden van de individuele helden en gebeurtenissen die aanzet gaven tot de gebeurtenissen uit de pilotaflevering worden uitgediept.

### Stripreeks
Ter aansluiting op de serie maken Christopher Yost, Scott Wegener, en Patrick Scherberger een stripserie, eveneens getiteld The Avengers: Earth's Mightiest Heroes. De strip zal ten minste vier delen bevatten.